# 博白県
博白県（はくはく-けん）は、中華人民共和国広西チワン族自治区玉林市に位置する県。
農業の特産物は、コメ、バナナなど。
2007年5月18日から19日にかけて県内で「一人っ子政策」を巡って暴動が起きた。

## 行政区画
- 鎮:博白鎮、双鳳鎮、頓谷鎮、水鳴鎮、那林鎮、江寧鎮、三灘鎮、黄凌鎮、亜山鎮、旺茂鎮、東平鎮、沙河鎮、菱角鎮、新田鎮、鳳山鎮、寧潭鎮、文地鎮、英橋鎮、那卜鎮、大垌鎮、沙陂鎮、双旺鎮、松旺鎮、竜潭鎮、大壩鎮、永安鎮、径口鎮、浪平鎮

## 観光地
- 王力故居
- 雲飛嶂
- 宴石山風景区
- 馬門灘
- 伏波祠
- 緑珠廟
- 大平坡水楼
- 温羅温泉
- 江寧千鶴島